# Glycosmis erythrocarpa
Glycosmis erythrocarpa là một loài thực vật có hoa trong họ Cửu lý hương. Loài này được (Hayata) Hayata mô tả khoa học đầu tiên năm 1919.